# Salix calcicola
Salix calcicola är en videväxtart som beskrevs av Merritt Lyndon Fernald och Wieg.. Salix calcicola ingår i släktet viden, och familjen videväxter. Inga underarter finns listade i Catalogue of Life.